# 為了女兒，我說不定連魔王都能幹掉。
《為了女兒，我說不定連魔王都能幹掉。》是CHIROLU所作的日本輕小說，2014年8月開始在投稿網站成為小說家吧連載網路版。2015年2月決定經由HJ Novels出版實體書，第1卷插圖由繪畫，第2卷起改由景繪畫。故事以虛構的奇幻世界為主要背景，講述身為受「橙之神（科莫賽）」寵愛的「提斯洛」民族神官迪爾收養魔人族少女拉提娜，延伸的相關經歷與生活點滴。
2019年7月4日開始播放電視動畫。全12話。

## 故事簡介
迪爾在某次委託下進入深邃之森，在那裡遇見了一名骨瘦如柴的魔人族少女拉提娜。迪爾不忍將身上帶有罪人烙印的拉提娜棄置在森林內。猜想「這或許是某種緣分」的迪爾，決定擔任拉提娜的監護人，可是——「拉提娜太可愛了，我不想去工作！」「你又發作啦？」——迪爾竟在不知不覺之間，完全變成了溺愛女兒的傻瓜父親？超強冒險者青年與神祕魔人族少女的溫馨奇幻故事就此揭幕！

## 登場角色
※聲優排序：電視動畫/廣播劇CD，只記載一名者為電視動畫版

### 躍動的虎貓亭
迪爾·雷齊（Dale Leki，聲優：岡本信彦／小林裕介）
本作男主角。別稱：「橙之神（科莫賽）」的高階神官、白金勇者、傻爸爸（老公）、殘念勇者。
初登場為18歲，身為受「橙之神（科莫賽）」寵愛的「提斯洛」民族一員，具有「橙之神（科莫賽）」的高階加護，亦為高階神官。身為現任族長的長孫，拉提娜的養父，從小就以作為族長繼承人的前提下，接受各種訓練。
提斯洛民族在政治、經濟、宗教上極具特殊意義，因其特殊性不受到地方貴族治理而遭到忌憚，身為現任族長的祖母，為了確保一族與周遭領地的外交關係，讓具有威脅「魔王」的「相對存在」——擁有象徵「勇者」的複數加護之人——迪爾，作為與王國公爵談判的籌碼，以取得一族在政治立場上的庇護。卸下族長繼承人職務，把繼承人的位置托付給弟弟，作為「雷齊」（意思為「在外戰鬥的戰士」），十五歲便離開村落，作為一名冒險者，靠著數年來立下的成績，樹立起不會讓自己因為年紀而被輕視的名聲。對於守護家鄉的立場，遠離家鄉幫助拉邦德國公爵處理「魔王」與「魔族」事務——斬殺魔族（人），漸漸在守護與殺戮間迷失自我，變得行屍走肉，也對剝奪自身過去立場的加護抱持著負面的想法。直到收養拉提娜，得到了踏實的「守護」事物，才回復原本的模樣。
在某次討伐魔獸的任務中，在「庫羅茲」的西南方森林撿到年幼的拉提娜，順勢成為拉提娜監護人。雖然是實力非凡的冒險者，但在面對拉提娜時就會完全變成溺愛女兒的傻瓜父親。對接近拉提娜的任何男性都抱有著敵意。一直將拉提娜當作可愛的女兒看待，但隨著劇情進展，拉提娜的年齡增長與經過肯尼斯的開導，得知拉提娜的感情後，逐漸將拉提娜視為一名女性看待。在向拉提娜求婚正式訂婚後總是不自重的在眾人面前放閃，也時常在「傻爸爸」與「傻老公」間切換。
從未告知拉提娜自己是勇者的事，在被拉提娜變為眷族後，成為擁有魔族與勇者之力的「超規格勇者」，除了實力大幅提升，睡眠與進食也只需最低限度而已，甚至殘念的用在欣賞拉提娜一整晚的睡臉。
在拉提娜消失後，帶著哈格爾以驚人的行動力討伐各魔王，並以「白金勇者」廣為所知，除了偶爾穿上提斯洛製作的白金盔甲，其他大多數的時候總是披著黑色的魔獸大衣，絲毫沒有白金的元素。實際上主要的由來是，為了「白金公主」普拉提娜而戰。
在後傳的奇幻夢境裡夢見自己帶拉提娜去見過世的岳父母，在面對拉提娜的父親拉古覺得比跟魔王對峙還緊張，也不會對拉提娜向拉古撒嬌的樣子吃醋。
後因其功績獲得領地，位於凡斯略與庫羅茲之間的森林地帶，並成為當地冒險者城鎮的領主。多年後(推測是百年以上)和拉提娜育有一子一女。
拉提娜／普拉提娜（Latina，聲優：高尾奏音／日高里菜）
本作女主角，迪爾的養女，後成為其妻子。個性坦率善良又聰明，但也有意外頑固的一面。觀察與學習能力異常的強大，只要教一遍就能學會，但人際關係方面則十分天然。擁有「天」和「冥」屬性魔法，從小便展顯出驚人的魔法操控力，還能感應到對自己有害的人事物，學習能力十分強，能在短暫日子學會新語言。好奇心旺盛，喜歡小孩和可愛的動物（特別是貓），也喜歡鑽研料理。自小便十分懂事，有著良好的金錢觀，知道自己被身邊的人所溺愛，因此極少在他人面前提出要求，也總是會想替身邊的人分擔工作（已經到工作狂的程度）。
在7歲時遭到故鄉「凡斯略」流放，後被迪爾所撿到的魔人族少女。被迪爾發現時，左邊身為魔人族象徵的角已經斷裂，在森林中的男性魔人族遺骸是拉提娜的父親兼導師「拉古」。此段經歷使得拉提娜十分在意自己是否是個乖孩子，深怕自己因為犯錯而再次被拋棄。
8歲時進入黃之殿學習，受到新老師的言語攻擊事件時，理悟到自己（魔人族）與凡人族的不同，用魔法折斷了右邊僅存的角。斷角送給了好友克蘿伊。在其請託下，被魯道夫做成墜飾攜帶，而魯道夫也有攜帶一部分的斷角墜鏈。
由於故鄉的食物過於難吃，所以立志成為做出各種各樣美食的廚師。從小在虎貓亭向師父肯尼斯學習各種料理，在食物的話題上與肯尼斯有莫名的共識。對來到虎貓亭凶神惡煞冒險者不會感到害怕，也因拉提娜可愛的樣子，深受許多有地位的冒險者與憲兵喜愛，成為虎貓亭的看板娘，店裡的來客數會隨著拉提娜是否在店裡而有驚人的起伏。不知不覺也在庫羅茲以虎貓亭為中心形成了實力堅強的地下組織「妖精公主親衛隊」。
在10歲的時候一同回到迪爾的故鄉「提斯洛」，乖巧勤奮的個性深受迪爾家人的喜愛，在離開前被迪爾的祖母兼提斯洛族長「溫蒂嘉德」賦予職務名「木托」（意思為「守護家庭的女性」），讓提斯洛成為拉提娜的另一個回歸之處。居住在提斯洛期間除了受到黃之神（阿斯法爾）神官「柯爾奈略·卡卡伽」指導，瞭解了不少魔人族的知識，也習得了刷毛技巧，讓不少獵犬馴服於拉提娜的手下，被溫蒂嘉德帶到提斯洛的禁地兼幻獸「天翔狼」的聖地，不靠「央」的魔法便讓天翔狼完全馴服。
從相遇那時起，對於接納、擁抱、拯救一無所有——遭到故鄉以罪人流放、親人死別——的自己的迪爾，抱持著幾近佔有慾的情感，將其視為「異性」而非照顧自己的「父親」(另一個原因是生父拉古的地位無人能取代)。迪爾長時外出工作時，會有極度失落的情緒與不安，被兒時玩伴們稱之為「看家狀態」，對此對比所展現出來的情感——愛戀，皆為店主夫婦、熟客、兒時玩伴所熟知。與迪爾一同返鄉時，因父子對話內容，誤以為迪爾即將結婚而臉色蒼白(實為迪爾弟弟的婚事)。對於初次見面的半妖精魔法師海米涅展現出極為露骨「討厭這個人」的態度，視其為女人意義上的天敵。
第三卷末14歲時再次向迪爾告白，因多次告白傳達不到自己的感情，進而說出了沒把迪爾當爸爸的話，引起了風波。
第四卷關係開始從養父女向情人轉變，並且在16歲時被迪爾求婚、推倒。對於自己多年的願望——成為迪爾特別的女孩——終於實現。然而內心深處仍然無法面對失去幸福(迪爾逝去)的那一刻，故選擇成為第八位魔王「理外的魔王」(神不希望理之魔王過於強大而設制的存在)，讓迪爾成為自己的眷屬以讓他也獲得永恆的壽命，並將自己少數所知的魔人語文字——斯馬拉古蒂(生父的名字)——作為迪爾的魔族名。
第五卷和已成為「一之魔王」的姐姐芙莉索斯見面之後，知曉自己身為第八魔王存在的意義，為了保護身邊的人不受魔王傷害，自願被七位魔王封印。在迪尔的面前突然消失，促使迪爾動身討伐魔王，同時也使災厄魔王們有恃無恐而開始作亂。在解除封印後，被魔人族尊稱為「白金公主」，卻也對自己被封印間接引起的一連串災難十分後悔。
原名普拉蒂娜，其意義為白金，雙胞胎姊妹為顏色上成對的存在，意涵為月亮。在大神官艾佩羅琪的神諭得知「月光將引領王者走向破滅」，經過身為紫之神官的母親「莫芙」再次預言後得知，拉提娜可能在未來會被二之魔王當人質，威脅作為一之魔王繼承者的芙莉索斯。為了保護姊妹倆，父親拉古帶著遭受斷角流放的拉提娜離開凡斯略，前往人類的領地生活。
在迪爾討伐魔王、凡斯略與德拉邦國開始交流後，其特殊的身分(凡斯略王的妹妹「白金公主」)開始被上流社會所注意，但因其庶民本質而在貴族社交場合備感壓力，十分介意別人把自己稱為公主殿下。(扣除不能公開的八之魔王身份，自覺自己只是活在姊姊的庇佑下，加上故鄉並沒有世襲王族制度，以及小時候被視為「罪人」的經歷，十分自卑，不覺得自己值得獲得和姊姊同等的尊重。)然而，為了兩個「故鄉」之間的聯繫，仍主動跟蘿潔學習禮儀及擔任使節團的翻譯。結合德拉邦國、凡斯略和提斯洛的傳統，全名定為「普拉蒂娜．木托．柯里．莫芙」，姓氏源自凡斯略的習慣以母親的孩子為介紹，意思為莫芙的女兒。
從小多數行動都是為了能夠回報身為「監護人」、以及幫得上「最愛」的迪爾所做的努力，舉凡廚藝、裁縫、魔法、禮儀等各種知識，乃至自身容貌、體態，甚至不惜成為魔王。在音樂與協調性意外地沒有天分和自覺(被眾人過度保護)，是音痴。
後在迪爾的領地經營旅店「唱歌的白貓亭」，栽培服務業的人才，同時也投身慈善活動，收養孤兒。多年後(推測是百年以上)和迪爾育有一子一女。
莉塔·古倫格（Rita Klügel，聲優：沼倉愛美／松井惠理子）
肯尼斯的妻子，同時也是「躍動的虎貓亭」中的招牌女侍兼老闆娘，由於喜歡小孩，因此相當疼愛拉提娜。虎貓亭的會計跟處理綠之神的傳言版，強悍的個性有時連店裡兇悍魯莽的冒險者都退避三舍。後與肯尼斯育有一子一女，提歐和艾瑪。
為上代老闆夫婦的女兒，因不足夠達到職業廚師的水準(但具備普通烹飪技巧)，所以父母希望她能向有優秀廚藝的男子招贅。在肯尼斯努力追求下，終於答應求婚。
肯尼斯·古倫格（Kenneth Klügel，聲優：小山剛志／田丸篤志）
迪爾所下榻的旅館「躍動的虎貓亭」的老闆，與妻子一同照料迪爾與拉提娜的生活。曾與迪爾一同冒險，算是迪爾的老大哥也是拉緹娜尊敬的老師。是一名以研究各種地方料理及食材為人生目的之人。甚至就連他身為優秀冒險者且是頂尖重裝戰士的經歷，也都只是他為達成目標的手段而已。在找到自己最大目標的罕見食材——某種棲息在海中的龍種——之後，遇上莉塔及對她一見鍾情，便入贅虎貓亭，從冒險者生活退休以料理人的身分來度過剩下的人生。後與莉塔育有一子一女。

### 虎貓亭的常客
吉爾維斯特・迪里烏斯（聲：西村知道）
虎貓亭最照顧拉提娜的常客，在客人中也有一定的發言權。曾是著名的冒險者，目前是半引退狀態。
艾莫斯（聲：川田紳司）

博斯科（聲：木島隆一）

瑟德利克（聲：堂坂晃三）

道格拉斯（聲：青木強）

### 拉提娜的好友
克蘿伊·施奈德（聲：桑原由氣／武田羅梨沙多胡）
拉提娜的好友之一，東區出身。在孩子們當中有領袖地位，有男孩子氣概的少女。長大後成為裁縫師。把拉提娜角做的飾品，當成護身符的存在，一度借予希爾維亞作為她前往凡斯略時「拉提娜好友」的身份證明，該飾品後被傳給後代子孫。
魯迪／魯道夫·施密特（聲：田村睦心）
拉提娜的好友之一，東區出身。常常捉弄拉提娜，但其實暗戀她。長大後加入憲兵隊，在迪爾逃避拉提娜的感情時向她告白但被拒絕。爸爸是庫羅茲第一鐵匠，把拉提娜角做的飾品，該飾品後被傳給後代子孫。
希爾維亞（聲：高野麻里佳）
拉提娜的好友之一，西區出身。性格爽朗，有著幾分與年齡不符的成熟氣質。擁有綠之神的加護，因此很嚮往未知的事物。父親是憲兵副隊長。長大後成為綠之神的神官，並跟拉提娜學習過凡斯略的語言。
在拉提娜消失後，透過她曾與芙莉索斯眷屬見面時的情景(對拉提娜下跪敬禮)及對話內容(提及姊妹兩人名字)，加上虎貓亭的客人提供曾目擊穿著打扮完全不同的芙莉索斯出現在城鎮中的情報，推斷出拉提娜有雙胞胎姊妹，幼年時有可能因涉及繼承權而被放逐的事實。除了穿梭兩國的賓特之外，為最早推測出大部分情報及事情的人。自願前往凡斯略調查，負責凡斯略與拉邦德國之間的聯絡，並向芙莉索斯提出以礦物交易來達成兩國商貿往來。
馬賽爾（聲：廣瀨有紀）
拉提娜的好友之一，東區出身。有些偏胖的麵包店老闆之子。長大後繼承麵包店。
安東尼（聲：福原克己）
拉提娜的好友之一，東區出身。身材纖細的聰明少年。長大後在領主館工作。

### 魔人族
拉古／斯馬拉古蒂（聲：江口拓也）
拉提娜的生父，個性溫和，也十分寵愛女兒們。魔力量雖不多，但魔力操控技巧十分高明，並把此能力遺傳給次女拉提拉。生前是一位導師，莫芙也曾是他的學生。即便得知自己與莫芙結婚之後會為了保護孩子會喪命，仍然選擇和她結婚。拉提娜七歲被流放時自願帶她一起前往凡人族國家，最後因為「生病(魔素障礙)」而去世。
莫芙
拉提娜的生母，是紫之神的高階神官，有預言未來的能力，擁有強大的魔力和富含魔力象徵的髮色及眼睛，並遺傳強大的魔力給長女芙莉索斯。除了髮色之外，兩名女兒的長相皆遺傳自她。在芙莉索斯繼位前，由她以高階神官身份代理國事。
為了保護女兒，成為勇者的領路人，自願被二之魔王變成眷屬，以契約來約定自己沒死，就不能對女兒出手，以致自己終日被二之魔王反覆殘害及治療。(但二之魔王僅知道一之魔王芙莉索斯為其女兒，並不知道八之魔王普拉提娜也是其女兒。)曾在羅潔被綁架時，從二之魔王身邊幫助羅潔逃走，也在日後告訴羅潔二之魔王的所在地，讓迪爾能前來討伐二之魔王。最後為保有尊嚴，自願讓迪爾取走自己性命。死後與拉古合葬。
芙莉索斯（Furisosu）
拉提娜的雙胞胎姐姐，暱稱「莉索」。名字的意義為黃金，與雙胞胎姊妹為顏色上成對的存在，意涵為——太陽。外表與拉提娜神似，不同於拉提娜的灰色眼睛，眼睛是富含魔力象徵的金黃色。與拉提娜一樣，擁有「天」和「冥」屬性魔法，兩人皆不能使用其他屬性的魔法。個性與拉提娜十分相似，皆為充滿好奇心的工作狂，會學習他國知識和語言，以拉近與妹妹的距離及考慮把知識帶回故鄉發展以造福國民，但因缺乏在民間生活的經歷，其天然程度更勝於妹妹。胸圍相比從小便有在勞動的拉提娜小，但音樂性似乎意外的比拉提娜好。
從小便被父母拉古與莫芙照顧在凡斯略神殿深處，與拉提娜感情十分融洽，由大神官艾佩羅琪的神諭中得知是「照亮吾等未來的是太陽之光」，但也因此被迫與拉提娜分離。為了找回拉提娜並保護她，成為擁有黃金之名的新「一之魔王」，被尊稱為「黃金之王」。在王之座中提出了封印理外之王的拉提娜，阻止了當場想直接動手的其他魔王。
在檯面上是賢明的一國之主，具有領導氣質，也處處為國家設想。在其他魔王遭到迪爾殺害，拉提娜的封印逐漸弱化後，向拉邦德國提出建交，改善他國對魔人族的印象，以保護國民。在拉提娜自行突破封印後持續照顧她、維持她的生命，並在迪爾找到自己，確認其他魔王皆已死亡後，與拉提娜一同解除封印。後來與拉提娜一起拜祭亡父拉古，提出將母親莫芙的遺體移葬於此，並建立廟宇紀念他們。除了藉此增加兩族交流之外，也希望父母能在兩個國度之間守望着拉提娜的幸福。仿效拉提娜在異鄉的全名，把全名定為「芙里索斯．凡斯略斯．柯里．莫芙」，意思為凡斯略王、莫芙的女兒。
私底下則有極度妹控的一面，偶爾會與傻爸爸迪爾達成莫名的共識，也會妒忌對方在拉提娜心中的地位。為了見妹妹甚至還從使節團中溜出來，之後也多次私下造訪虎貓亭。承諾要打造「拉提娜可以回去的地方」，因此致力於國內改革和兩國之間的交流，在迪爾成為領主後也為他的城鎮有許多貢獻。
格拉蘿絲（聲：久保田未夢）
凡斯略出身的歌女，在前任一之魔王被殺、國內紛亂時離開故鄉。曾經與人類結婚，但因種族差異而沒有子女，丈夫老死後，繼續在人類的國度生活。
平時會隱藏自己的角，但因父親贈送的手環而被拉提娜認出魔人族的身份。對拉提娜十分親切，並向她說解魔人族的習俗和手環上父親的名字。

### 獸人族
約瑟夫（聲：井上雄貴）
獸人族混血，迪爾的遠房親戚，是迪爾的爸爸在巴納夫賽基的堂兄弟。雖然身體能力方面較其他獸人族遜色，但其實是恢復與輔助系魔法的高手。與妻子育有二子一女。
烏提（聲：中島唯）
獸人族，約瑟夫之妻。
瑪雅（聲：福緒唯）
獸人族，約瑟夫的女兒，非常黏拉提娜。在拉提娜結婚後拜訪時，已有2個弟弟。

### 提斯洛
溫蒂嘉德（聲：芝原千彌子）
提斯洛村長，迪爾的祖母。會使用「天」、「水」、「地」的魔法，精通防禦系與回復系魔法，村中是傳奇般的人物。表面上雖然喜歡捉弄迪爾，內心其實深謀遠慮。
萊納爾特
迪爾的祖父。
藍道夫（聲：關俊彥）
迪爾的父親。
瑪格達（聲：中村櫻）
迪爾的母親。
約爾克（聲：米内佑希）
迪爾的弟弟。
芙莉達（聲：小田切優衣）
約爾克的妻子。
柯爾奈略（聲：神尾晉一郎）
黃之神（阿斯法爾）高階神官。在王都的神殿中樞擁有發言權的神官。曾為迪爾的師傅，拉提娜待在提斯洛的期間也曾向他學習。
克拉麗莎（聲：原紗友里）
柯爾奈略的女兒。
薩比達（聲：久保田梨沙）
斯納管理者，負責訓練獵犬的人。

### 幻獸
哈格爾（聲：市川太一）
天翔狼領導者，也是溫蒂嘉德的朋友。天翔郎與提斯洛族長互相建立了共存關系，居住於村落附近的森林中，擅長風和火屬性魔法。之後在迪爾的請求下協助他討伐魔王，並卸下領導者的職務，成為他的翅膀。拉提娜返國後回鄉。
賓特（聲：井澤詩織）
天翔狼領導者哈格爾的長男，個性調皮且我行我素。十分喜歡拉提娜，基本上只會聽從她的話。後離開故鄉，偽裝成「狗」定居於虎貓亭，成為拉提娜的貼身護衛。擅長風屬性魔法，擁有比哈格爾還要強的氣味追蹤，才能在離開故鄉的時候，正確抵達拉提娜所在的庫羅茲。在拉提娜自行突破魔王們的封印後，利用嗅覺將她帶至芙莉索斯身邊，之後也為兩國的交流而頻繁往來兩地。

### 艾爾迪修提多家
格雷戈爾·艾爾迪修提多／格雷戈爾·百鬼（聲：齊藤壯馬）
艾爾迪修提多公爵家三男。母親為繼室，出身為東方邊境國。有兩位異母哥哥一位異母姊姊，因而對於繼承公爵家一事早已放棄，將母親出身國的劍技練至爐火純青，以成為冒險者作為未來的出路選項之一，而熟識迪爾。作為冒險者時，由於公爵名號過於敏感，會使用母親的姓氏——百鬼。
從小就對出入自家的男爵千金——羅潔·柯內留斯傾心而沒能放下自身沒看重的貴族身份，由於兩人身份上的差距沒能成為婚約者。但兩人的感情上，被迪爾揶揄為「未婚妻」。身為迪爾傻爸爸、禁斷症狀的受害者之一——負責傾聽與收拾殘局，對此在初次與拉提娜相見時，進行了一番報復。
後來因作為繼承人的長兄一家遭到「四之魔王」散佈病毒影響而去世，領地也受到嚴重影響，所以決定與迪爾一同討伐災厄魔王。少數早期便察覺到迪爾成為魔王眷屬的能力和事實，並推敲到其力量來源並非一之魔王芙莉索斯。(因為迪爾在討伐魔王時已擁有「魔族」的力量，而他也在戰爭結束後才知曉芙莉索斯的存在。)
艾爾迪修提多公爵（聲：宗矢樹頼）
格雷戈爾的父親，拉邦德國的宰相。在長子去世後，由於次子和女兒因婚姻放棄繼承權，所以把格雷戈爾訂為繼承人，並答應他能婚姻自由，不用娶門當戶對的公爵之女。因為家族勢力在討伐魔王後已有過高的名譽，與權貴聯姻會招惹麻煩。另外，他對羅潔也十分滿意，特意安排她作為外交大使以提升地位。
羅潔·柯內留斯
柯內留斯子爵家千金，因擁有富含魔力的「魔力特徵」象徵的玫瑰色長髮而得到「薔薇公主」的別稱。身為擁有「靛之神」高階加護的高階神官，眼睛擁有象徵其加護顏色的「魔力特徵」。擁有「天」和「冥」魔法適性。
因家族領地與艾爾迪修提多領地相鄰，特產交易而關係密切。具有魔力特徵且懷有罕見加護的羅潔出生後，艾爾迪修提多公爵對有罕見才能的她進行保護，自幼時時常出入艾爾迪修提多公爵家而對格雷戈爾有所傾心。因家族地位不高，具有罕見天賦的羅潔在作為政治連姻上是相當燙手的存在，使得羅潔積極投身於神殿活動而鮮少現身於社交界。長期接觸平民下，生活與金錢觀有著不太像貴族千金的一面。作為教師有極為嚴厲的一面，在滯留虎貓亭期間教導拉提娜魔法和禮儀。
曾差點被二之魔王所殺，幸得莫芙支開魔王而得以生還。在迪爾討伐七之魔王時再度遇見莫芙，受她所託傳話給迪爾，使迪爾得以動身討伐二之魔王。
後在凡斯略和拉邦德國接觸初期，受艾爾迪修提多公爵所託擔任交涉人員。

### 其他角色
海米涅（聲：中原麻衣）
半妖精魔法師，是魔族與人類的混血兒。善於運用自己的女性魅力，也因為自己壽命太長而不會讓自己有固定的伴侶。因舉止成熟又貌美，是拉提娜少數不善於應付的人。
後擔任羅潔出使凡斯略期間的護衛。
五条·希海斯（聲：千葉繁）
迪爾祖父的搭檔。

### 魔王
一之魔王
象徵：權杖。唯一一個治理魔人族國家的魔王，並非世襲，而是由紫之神的神諭選出。數百年前的一之魔王和繼承人慘遭二之魔王殺害，一直以來的空缺由芙莉索斯填補。
二之魔王
象徵：刀刃。別稱「殺戮魔王」。以制造死亡而感到愉悅的駭人魔王，親自用雙手取走無數生命，包括一之魔王和其繼承人。個性扭曲，會把自己感興趣的「玩具」留在身邊折磨，尤其是富含魔力象徵的高階神官。最後一位被迪爾所殺的魔王。
三之魔王
象徵：水瓶。別名「海之魔王」。住在與水鱗族共存生活的大規模集落。在成為魔王之前，就已經活過相當長的時間，用從容的態度面對前來討伐自己的迪爾，感覺到迪爾與八之魔王的關係，對為了保命而犧牲八之魔王的做法感到愧疚，為了贖罪甘願被殺，但同時為了保護人民，希望迪爾討伐會威脅聚落的七之魔王。
四之魔王
象徵：樹幹。罹患致死疾病，落入絕望深淵的存在，是她在成為「四之魔王」之前的模樣。對生的渴望，引誘她讓自己成為「病魔」，借著讓自己成為過去所懷抱的絕望，讓她成為了「四之魔王」。將濃密的魔素朝四周圍釋放，任何生物都難以逃過一劫。後被迪爾及格雷戈爾合力殺死。
五之魔王
象徵：書卷。別稱「塔之魔王」。為了滿足自己追求知識的願望而成為魔王，獲得「名為魔王的力量」不僅不會衰老，甚至已經超越了壽命的框架，耗費漫長歲月收集藏書。在得知理外魔王的出現後，向其他魔王提出剷除理外魔王的提議。在知曉迪爾特殊的存在後，才理解他才是最大的威脅。後被迪爾所殺，巨塔及書籍也被燒毀，為首位被「白金勇者」討伐的魔王。
六之魔王
象徵：巨劍。別稱「巨人之王」。有著領袖魅力的王者風範，帶領族人四處流浪，由於是一名用心照顧自己民族的傑出領袖，迪爾對此抱著敬意，尊重他身為戰士的自尊，提出一對一的單挑。決鬥敗北後被迪爾所殺，死前把族長之位傳給孫子。
七之魔王
象徵：旗幟。別稱「戰亂魔王」。熱愛戰爭，喜好用強勢武力蹂躪對手的存在。率領大軍讓無數人遭到蹂躪與毀滅，僅僅為了追求戰亂，掀起戰爭不需要任何理由，也不在乎結果。後被迪爾與多國聯軍所討伐。
八之魔王
理外的魔王，是神為了限制其他理之魔王的存在。當七位魔王同時存在時才會出現，且只要存在就能將其他七位魔王制裁，將永恆的時間變成有限的。普拉提娜為了將迪爾變成眷屬，讓他擁有永恆的壽命陪伴自己，而決定成為魔王。
不具有子民卻能與異族相處共存的魔王，也是唯一能把「勇者」變成眷屬且不影響其原有加護的存在。象徵物是拉提娜的訂婚手觸。除了魔王及其眷屬之外，世人大多不知道八之魔王的存在。

## 用語、世界觀

### 人族
凡人族
種族特性「魔力附加」能力，可以用來製造魔道具。
魔人族
是封閉的種族，很少會跟其他「人族」交流，因魔王會從其中誕生而被稱為魔人族。外觀除頭上雙角之外與人族無異。生命力堅韌，且所有人皆能使用魔法，不重視使用魔道具。長壽但生育率低，十分重視同伴與家庭關係。
獸人族

妖精族
長壽種。
翼人族
背上有翅膀能在天上飛行。
水鱗族
能在水中呼吸。

### 地名
奧斯布里克
拉邦德國首都。
庫羅茲
迪爾和拉提娜居住的城市，虎貓亭所在地。為冒險者的城市，商業發達。
提斯洛
迪爾的故鄉。也為民族名稱，有許多擁有橙之神加護的人民，能使所到之處土地富饒，也擅長魔道具加工。重視族人的羈絆。
凡斯略
魔人族唯一一個國家，拉提娜的故鄉。由一之魔王統治，環境乾燥炎熱，沒有豐厚的農作物生長，以致料理也非常落後和難吃，但基本上能填飽魔人族的温飽。首都與國家同名，國民皆擅長使用魔法。政教合一的理念下，在沒有一之魔王的時代，由紫之神殿大神官代為攝政，但仍以上代魔王的統治方針為主。基於地理位置和人類國度相隔魔獸森林，上代一之魔王認為不需要外交，國家也能自給自足，以致他國對其認識甚少。加上其他魔王及眷屬對人類和其他種族造成災難，使不少人類對魔人族帶有歧視。
在芙莉索斯上任後，積極與鄰近的拉邦德國和提斯洛建立外交，並以能製作魔道具的礦石出售，考慮改良糧食生長及引入新技術(如:魔道具、烹飪技巧)來改革國家。

### 魔王
為七色之神為防止世界停滯而設立的存在，只由魔人族中產生。被視為是低階的神，能建立眷屬(魔族)，有永恆的時間，且性命只受其他魔王或是勇者的威脅。每位魔王誕生及繼位時，天空會出現多道彩虹，代表七色之神在干涉世界。
魔族
非人族。魔族是成為魔王的部下之後，獲得遠超本身能力的對象。並不限於七種人族，也包含魔獸、幻獸等。魔族當中，魔人族佔有非常大的比例。
王座之間
不存在於世上任何一處的獨立空間，只有魔王或是魔王候選人能夠使用。在這裡魔王們能交談但無法看見彼此，僅能感應到氣息，以及其象徵物。空間中有七張王座圍成圓形，魔王能從自己的王座中獲得這個世界的相關資訊。第八張王座則是在正中央，僅在其餘七張王座皆有主人時才會出現。

### 七色之神
紅之神
「阿夫馬爾」是戰爭之神，同時也是調停與制裁之神，碰到麻煩的時候，可以去祂的神殿請求幫助。是拉邦德國的主神。
橙之神
「科莫賽」是豐饒之神。祂能保佑許多作物順利成長。是提斯洛的主神。迪爾也是其高階神官。
黃之神
「阿斯法爾」是學問與支配者之神。有許多人為了追求學問而前往他的神殿。
綠之神
「阿古達爾」身邊是旅人聚集的地方。神官們以到處旅行及收集情報為工作。
藍之神
「阿茲拉克」是商業之神。
靛之神
「尼利」是掌管生死之神。現在疾病與醫藥都不斷在進行研究，因為疾病是沒法用魔法醫治的。
紫之神
「巴納夫賽基」是諸神的統率者。祂掌管創造與破壞，同時也司掌重生之神。是凡斯略的主神。其高階神官(巫女)具有預言能力，拉提娜的生母莫芙即為其中之一。信徒奉歷代「一之魔王」為宗教及國家的領導者。

### 魔法
魔法的「屬性」有七種，分別為天、水、地、冥、火、風，還有央。屬性又有「央屬性一種」、「相對屬性兩種」、「相近屬性三種」的差別，除了獨立的央屬性，能夠擁有的屬性不是相對的兩種屬性，就是親和性較高的三種屬性。
恢復魔法
只有「天」、「水」、「地」三種屬性有關的魔法，才能施展恢復魔法系統的魔術。同樣是「恢復魔法」，也有在治療異常狀態及外傷時能發揮出色效果的「水」。即效性雖然不如其他屬性，但能夠恢復體力，並在治療重傷時最終能發揮重要效果的「地」。還有能對應任何症狀，具有高通行的「天」。各屬性都有各自的長處。

### 其他
時間
一年以七作為週期。所有季節循環的一年，是以七的倍數來分隔成十四個月。一天同樣也是以十四區隔，而各時刻是根據神明給予馬爾之刻和賽基之刻等名稱。白晝的時間又稱為「表」，夜晚的時間成為「裏」。黎明被稱為「表的馬爾之刻，日落時被稱為「裏的馬爾之刻」，黃昏時是「表的賽基之刻」，日出前是「裏的賽基之刻 」。

## 出版書籍

### 輕小說
| 集數 | Hobby Japan    | Hobby Japan                                                       | 青文出版社     | 青文出版社 |
| 集數 | 發售日期       | ISBN                                                              | 發售日期       | ISBN/EAN |
| ---- | -------------- | ----------------------------------------------------------------- | -------------- | --- |
| 1    | 2015年2月20日  | ISBN 978-4-7986-0966-9                                            | 2017年4月13日  | EAN 471-801-602-323-9（限定版） ISBN 978-986-356-424-9（通常版）                                                                     |
| 2    | 2015年9月19日  | ISBN 978-4-7986-1033-7                                            | 2017年6月8日   | EAN 471-801-602-404-5（限定版） ISBN 978-986-356-439-3（通常版）                                                                     |
| 3    | 2016年2月20日  | ISBN 978-4-7986-1173-0                                            | 2017年8月14日  | EAN 471-801-602-452-6（限定版） ISBN 978-986-356-446-1（通常版）                                                                     |
| 4    | 2016年6月22日  | ISBN 978-4-7986-1244-7                                            | 2017年10月26日 | EAN 471-801-602-633-9（限定版） EAN 471-801-602-779-4（會場限定版） ISBN 978-986-356-464-5（通常版）                                 |
| 5    | 2016年11月24日 | ISBN 978-4-7986-1327-7                                            | 2017年12月7日  | EAN 471-801-602-721-3（限定版） EAN 471-801-602-821-0（會場限定版） ISBN 978-986-356-476-8（通常版）                                 |
| 6    | 2017年8月23日  | ISBN 978-4-7986-1502-8（特裝版） ISBN 978-4-7986-1501-1（通常版） | 2018年2月5日   | EAN 471-801-602-824-1（豪華版） EAN 471-801-602-822-7（限定版） EAN 471-801-602-823-4（會場限定版） ISBN 978-986-356-486-7（通常版） |
| 7    | 2018年2月23日  | ISBN 978-4-7986-1628-5                                            | 2018年8月16日  | EAN 471-801-603-404-4（豪華限定版） EAN 471-801-603-405-1（會場限定版） ISBN 978-986-356-517-8（通常版）                             |
| 8    | 2019年2月22日  | ISBN 978-4-7986-1867-8                                            | 2019年8月5日   | EAN 471-801-603-628-4（會場限定版） ISBN 978-986-512-002-3（通常版）                                                                 |
| 9    | 2019年9月21日  | ISBN 978-4-7986-1963-7                                            | 2020年3月16日  | EAN 471-801-603-766-3（限定版） ISBN 978-986-512-273-7 （通常版）                                                                    |

### 漫畫版
| 集數 | KADOKAWA       | KADOKAWA               | 台灣角川      | 台灣角川               |
| 集數 | 發售日期       | ISBN                   | 發售日期      | ISBN                   |
| ---- | -------------- | ---------------------- | ------------- | ---------------------- |
| 1    | 2017年1月23日  | ISBN 978-4-04-068786-5 | 2018年2月1日  | ISBN 978-957-853-177-2 |
| 2    | 2017年8月23日  | ISBN 978-4-04-069369-9 | 2018年5月23日 | ISBN 978-957-564-213-6 |
| 3    | 2018年2月22日  | ISBN 978-4-04-069681-2 | 2019年1月29日 | ISBN 978-957-564-705-6 |
| 4    | 2018年8月23日  | ISBN 978-4-04-065046-3 | 2019年6月10日 | ISBN 978-957-743-045-8 |
| 5    | 2019年6月22日  | ISBN 978-4-04-065766-0 | 2020年4月20日 | ISBN 978-957-743-659-7 |
| 6    | 2020年10月23日 | ISBN 978-4-04-065999-2 | 2021年8月16日 | ISBN 978-986-524-712-6 |

## 電視動畫
於2019年2月宣布動畫化，為配合HobbyJAPAN50週年紀念的動畫化作品。2019年7月起於TOKYO MX首播。另有大中華地區代理商木棉花國際於6月30日19:00假香港嘉禾the sky 奧海城和台北真善美戲院舉辦動畫先行上映會；預定公開除首二集內容外，另有配合活動錄製的特別影像。

### 製作人員
- 原作：CHIROLU
- 監督：柳瀨雄之
- 系列構成、腳本：吉岡孝夫
- 人物設計：西田美彌子、舛舘俊秀、出口花穗
- 美術監督、美術設計：柴田聰（日语：柴田聡）
- 色彩設計：渡邊亞紀
- 攝影監督：山根裕二郎
- 編輯：小峰博美
- 音響監督：土屋雅紀
- 音樂：橫關公太
- 動畫製作：MAHO FILM
- 製作：白金妖精公主守望會

### 主題曲
片頭曲《I'm with you》
作詞：渡部紫緒；作曲：松坂康司；編曲：佐藤清喜；主唱：拉提娜（高尾奏音）
片尾曲《This is 勇者, but 殘念!?》（This is 勇者, but 残念!?）
作詞、作曲、編曲：hisakuni；主唱：迪爾（岡本信彥）
第12話未使用
插入曲《花之枝》（花ノ枝）
作詞：只野菜摘；作曲、編曲：hisakuni；主唱：拉提娜（高尾奏音）
12話當片尾曲使用

### 各話列表
| 話數 | 標題                           | 分鏡       | 演出       | 作畫監督                                                         | 總作畫監督                   |
| ---- | ------------------------------ | ---------- | ---------- | ---------------------------------------------------------------- | ---------------------------- |
| #01  | 青年，與小小女孩相遇。         | 柳瀨雄之   | 日下直義   | 西田美彌子 舛舘俊秀 關口雅浩 出口花穗                            | 西田美彌子 舛舘俊秀          |
| #02  | 小小女孩，開始嶄新的生活。     | 大久保富彥 | 大久保富彥 | 西田美彌子 出口花穗 岩田芳美                                     | 西田美彌子 出口花穗          |
| #03  | 青年，離家出走。               | M.F.K      | 日下直義   | 西田美彌子 舛舘俊秀 出口花穗 兒玉萌 關口雅浩 富澤和雄            | 西田美彌子 舛舘俊秀          |
| #04  | 小小女孩，遭遇「那起事件」。   | 大藪恭平   | 大藪恭平   | 舛舘俊秀 出口花穗 岩田芳美                                       | 舛舘俊秀 出口花穗            |
| #05  | 小小女孩，被雪深深感動。       | 則座誠     | 則座誠     | 西田美彌子 舛舘俊秀 出口花穗 關口雅浩                            | 西田美彌子 舛舘俊秀 出口花穗 |
| #06  | 年幼的少女，踏上旅途。         | 大久保富彥 | 大久保富彥 | 大久保富彥 出口花穗 岩田芳美 津熊健德                            | 西田美彌子 舛舘俊秀 出口花穗 |
| #07  | 年幼的少女，前往港都。         | M.F.K      | 阿部雅司   | 志賀道憲 成松義人 西田美彌子 原田峰文                            | 西田美彌子 出口花穗          |
| #08  | 青年，抵達故鄉。               | M.F.K      | 日下直義   | 舛舘俊秀 關口雅浩 岩田芳美 津熊健德                              | 舛舘俊秀 出口花穗            |
| #09  | 青年，弟弟的婚禮與年幼的少女。 | 大藪恭平   | 大藪恭平   | 西田美彌子 關口雅浩 出口花穗                                     | 西田美彌子 出口花穗          |
| #10  | 年幼的少女，返回庫羅茲。       | M.F.K      | 日下直義   | 西田美彌子 關口雅浩 舛舘俊秀 飯飼一幸 田名網梢 津熊健德 野田道子 | 西田美彌子 出口花穗          |
| #11  | 年幼的少女與貓咪樂園。         | 大久保富彥 | 大久保富彥 | 大久保富彥 出口花穗 關口雅浩 青木真理子 飯飼一幸                 | 出口花穗                     |
| #12  | 年幼的少女，許下心願。         | 柳瀨雄之   | 柳瀨雄之   | 柳瀨雄之                                                         | 西田美彌子 舛舘俊秀 出口花穗 |

### 播放單位
日本深夜動畫：下文記載的日本国内播放時間使用日本標準時間（UTC+9）表示。因為部分時間标识會採用30小时制，因此請留意这类超过24:00的时间，其實際播放時間為翌日清晨。
| 播放日期        | 播放時間                          | 播放電視台                 | 播放區域 | 備註                                        |
| --------------- | --------------------------------- | -------------------------- | -------- | ------------------------------------------- |
| 2019年7月4日－  | 星期四 23:30－星期五 24:00        | 東京都會電視台（TOKYO MX） | 東京都   |                                             |
|                 |                                   | 日本BS放送（BS11）         | 日本全國 | 日本衛星電視廣播（BS衛星頻道）/ 「ANIME+」  |
| 2019年7月5日－  | 星期五 21:00－21:30               | AT-X                       | 日本全國 | 日本衛星電視廣播（CS衛星頻道） / 節目有重播 |
| 2019年7月6日－  | 星期六 25:25－25:55（星期五深夜） | 北陸放送                   | 石川縣   |                                             |
| 2019年7月7日－  | 星期日 25:00－25:30（星期六深夜） | J:COM電視台                | 日本國內 | CATV                                        |
| 2019年7月10日－ | 星期三 23:00－23:30               | 栃木電視台                 | 栃木縣   |                                             |

| 播放區域 | 播放電視台  | 播放日期                     | 播放時間                                                                         | 備註                        |
| -------- | ----------- | ---------------------------- | -------------------------------------------------------------------------------- | --------------------------- |
| 臺灣     | i-Fun動漫台 | 2019年7月7日－9月22日        | 週日 11:30－12:00                                                                | 中華電信MOD / 當日21:30重播 |
|          | Animax      | 2020年1月18日－1月29日       | 第一、二集分別為23:30－24:00、23:40－24:10 第三集起23:50－24:20，23:20為前集重播 | 有線電視一天一集播出        |
|          |             | 國語：2020年4月30日－5月11日 | 國語：每天20:30－21:00                                                           | 國語配音首播，一天一集播出  |

### 藍光版
| 卷數 | 發售日期       | 收錄話數      | 規格編號  |
| ---- | -------------- | ------------- | --------- |
| 1    | 2019年9月25日  | 第1話－第4話  | COXC-1225 |
| 2    | 2019年10月30日 | 第5話－第8話  | COXC-1226 |
| 3    | 2019年11月27日 | 第9話－第12話 | COXC-1227 |

## 外部連結
- 成為小說家吧連載網站（日語）
- HJ Novels官網 （页面存档备份，存于）（日語）
- ComicWalker漫畫連載網站 （页面存档备份，存于）（日語）
- 電視動畫《為了女兒，我說不定連魔王都能幹掉。》官網 （页面存档备份，存于）（日語）
- 電視動畫《為了女兒，我說不定連魔王都能幹掉。》的X（前Twitter）（日語）